# Neukalendarier
Als Neukalendarier (griech.: Νεοημερολογίτες) bezeichnet man in der Orthodoxen Kirche diejenigen Teilkirchen, die den neu geschaffenen Orthodoxen Kalender 1923 angenommen haben. Zu ihnen gehören
die konstantinopolitanische, griechische (Ausnahme sind die Klöster auf dem Berg Athos), rumänische, bulgarische, antiochenische und alexandrinische orthodoxe Kirche.
Das Gegenteil zu den Neukalendariern sind die Altkalendarier. Das sind die russische, serbische, mazedonische, georgische und jerusalemitische orthodoxe Kirche und die Athos-Klöster, die sich noch nicht für den neuen Kalender entschieden haben. Die
Neukalendarier entschieden sich, zur Bestimmung des Osterdatums und der anderen davon abhängigen beweglichen Feste den julianischen Kalender noch solange zu benutzen, bis die anderen Kirchen den neuen Kalender übernehmen. Für die festliegenden Feiertage (wie Weihnachten) gilt aber seit 1923 der neue Kalender. 
Der Oster-Kompromiss wurde eingegangen, um die Einheit der  Kirche bei diesem wichtigsten Fest der Orthodoxie auch kurzzeitig nicht aufzugeben. Die Altkalendarier gibt es aber heute noch. 
Der orthodoxe Kalender unterscheidet sich bis zum Jahr 2800 nicht vom westlichen gregorianischen Kalender, den die finnische orthodoxe Kirche 1921 angenommen hat. Sie feiert das Osterfest nach diesem Kalender und ist somit die einzige orthodoxe Kirche mit abweichendem Osterdatum.